# Милош Вујанић
Милош Вујанић (Лозница, 13. новембар 1980) је бивши српски кошаркаш. Са репрезентацијом Југославије освојио је Светско првенство у кошарци 2002.

## Каријера
Вујанић је професионалну каријеру почео у клубу Звезда Рума, филијали Црвене звезде, у ком су играли јуниори Црвене звезде. Године 1998. је пребачен у први тим. Због финансијске кризе која је захватила клуб, Вујанић је каријеру 2001. наставио у Партизану. Тог лета је био на ширем списку селектора Светислава Пешића за Европско првенство у кошарци 2001. у Турској, али је прекомандован у универзитетску репрезентацију Југославије која је на Универзијади у Пекингу освојила златну медаљу. Вујанић је са Партизаном освојио првенства 2002. и 2003. и куп 2002. Са репрезентацију Југославије је 2002. освојио Светско првенство у кошарци 2002. у Индијанаполису, 2003. је био члан репрезентације која је на Европском првенству 2003. освојила шесто место. На НБА драфту 2002. одабрали су га Њујорк никси, који су 2004. проследили право на Вујанића Финикс сансима.
Вујанић је каријеру наставио у Климамију из Болоње. У Евролиги је те сезоне бележио просечно 25,8 поена. Учествовао је на Олимпијским играма 2004. у Атини када је репрезентација Србије и Црне Горе освојила 11. место. У сезони 2005. Вујанић је доживео тешку повреду укрштених лигамената, због које је пропустио остатак првенства и Европско првенство у кошарци 2005. у Србији и Црној Гори. Фортитудо је те сезоне освојио првенство.
Вујанић је 2005. прешао у Барселону и поново се повредио. 2006. је прешао у Панатинаикос након 9 одиграних утакмица за Барселону. Са Панатинаикосом је 2007. освојио Евролигу, Првенство и Куп Грчке. Вујанић је 22. новембра раскинуо уговор са Панатинаикосом, незадовољан малом минутажом, а два дана касније је потписао за московски Динамо, који тренира Светислав Пешић. На крају сезоне Вујанић је потписао једногодишњи уговор са истанбулским Ефес Пилсеном. У сезони 2009/10 каријеру наставља у шпанском прволигашу Мурсији, у којој је једну сезону играо заједно са Владом Шћепановићем просечно постижући 17,7 поена. Затим се сели у грчки Паниониос где проводи полусезону, а 2011. је требало да се врати у Партизан. Међутим, дожвео је тежу повреду ноге у последњој утакмици за Паниониос.

## Успеси

### Клупски
- Партизан:
  - Првенство СР Југославије (2): 2001/02, 2002/03.
  - Куп СР Југославије (1): 2001/02.
- Фортитудо Болоња:
  - Првенство Италије (1): 2004/05.
- Панатинаикос:
  - Евролига (1): 2006/07.
  - Првенство Грчке (1): 2006/07.
  - Куп Грчке (1): 2007.
- Ефес Пилсен:
  - Првенство Турске (1): 2008/09.
  - Куп Турске (1): 2009.

### Појединачни
- Најбољи стрелац Евролиге (1): 2002/03.
- Идеални тим Евролиге – друга постава (2): 2002/03, 2003/04.

### Репрезентативни
- Светско првенство:  2002.
- Универзијада:  1999,  2001.